# Dawoud Bey
Dawoud Bey, geboren als David Edward Smikle (* 1953 in Jamaica, Queens, New York City, USA) ist ein US-amerikanischer Fotograf, der seit den 1970er Jahren durch seine großformatigen Farbfotos von Heranwachsenden und sehr oft an den Rand der Gesellschaft gedrängten Personen bekannt wurde.

## Leben
Smikle änderte seinen Namen Anfang der 1970er Jahre in Dawoud Bey. Er studierte 1977/1978 an der School of Visual Arts in Manhattan in New York City. 1990 schloss er das Fach Fotografie mit dem Examen als Bachelor of Fine Arts am Empire State College der State University of New York ab. 1993 erlangte er an der School of Art der Yale University den Grad des M.F.A. (Master of Fine Arts).
Bey lebt heute in Chicago, Illinois, und lehrt am Columbia College Chicago.

## Stil und Themen
Bey arbeitete von Anbeginn in Umgebungen, zu denen er sich selbst als Afro-Amerikaner zählen konnte. So entstand sein Fünf-Jahres-Projekt Harlem USA in den Jahren von 1975 bis 1979. Es folgten 2003 das Chicago Project und 2004 die Detroit Portraits. Während eines Stipendienaufenthalts an der Addison Gallery of American Arts in Andover (Massachusetts) fotografierte er Studenten, die aus den verschiedensten öffentlichen und privaten Schulen kamen, um eventuell vorhandene Unterschiede bei diesen festzustellen. Weitere Aufenthalte bei Addison und an anderen Orten resultierten 2007 in seiner Ausstellung Class Pictures und einer Veröffentlichung durch die Aperture Foundation.

## Auszeichnungen und Ehrungen
- 1983: Stipendium des Creative Artists Public Service, New York.
- 1986: Stipendium der New York Foundation for the Arts.
- 1991: Stipendium des National Endowment for the Arts.
- 2002: Guggenheim-Stipendium.
- 2015: Wahl zum Mitglied (NA) der National Academy of Design.[1]
- 2017: MacArthur Fellowship
- 2024: Mitglied der American Academy of Arts and Sciences

## Ausstellungen
- 1995: Dawoud Bey: Portraits 1975-1995, Walker Art Center, Minneapolis, Minnesota, USA.
- 1998: Dawoud Bey, Queens Museum of Art, Queens, New York City.
- 2003: Dawoud Bey: The Chicago Project, Smart Museum of Art. Chicago, Illinois, USA.
- 2004: Dawoud Bey: Detroit Portraits, Detroit Institute of Arts.
- 2004: Essai in Colin Westerbeeck: The James Van Der Zee Studio, The Art Institute of Chicago, Chicago 2004, ISBN 0-86559-210-1.
- 2007: Class Pictures, Addison Gallery of American Art, Andover, Massachusetts, USA. Danach: Contemporary Arts Museum Houston, Indianapolis Museum of Art und Milwaukee Art Museum.
- 2013: Dawoud Bey, Picturing People. Career Survey of Renowned Photographer, Museum of Contemporary Art (North Miami), North Miami, Florida, USA.

## Veröffentlichungen
- 1995: A. D. Coleman (Hrsg.): Dawoud Bey: Portraits 1975-1995, Walker Art Center, Milwaukee, Minnesota, USA.
- 2003: Dawoud Bey: The Chicago Project, Smart Museum of Art, Chicago, Illinois, USA.
- 2007: Class Pictures. Photographs by Dawoud Bey, Aperture, New York City, USA.
- 2012: Matthew S. Witkovaky (Hrsg.): Dawoud Bey: Harlem, USA. The Art Institute of Chicago, Chicago, Illinois, USA, ISBN 978-0-300181265.